# Sumberejo Kulon
Sumberejo Kulon is een bestuurslaag in het regentschap Tulungagung van de provincie Oost-Java, Indonesië. Sumberejo Kulon telt 4057 inwoners (volkstelling 2010).